# Patrick Dollmann
Patrick Dollmann (* 6. Dezember 1982 in Neuwied) ist ein deutscher Schauspieler und Regisseur.

## Leben
Patrick Dollmann wuchs im rheinland-pfälzischen Weißenthurm auf und absolvierte seine Schauspielausbildung in Köln und der Akademie für Darstellende Kunst in Montabaur. Er spielte nach seinem Abschluss an der Akademie für Darstellende Kunst (2003) u. a. im Grenzlandtheater Aachen, Contra-Kreis-Theater Bonn und in der Komödie im Bayerischen Hof in München.
2003 begann er Kurzfilme zu produzieren, welche meist sozialkritische Themen behandelten.
2004 wurde er mit dem Sonderpreis für seinen Film „MIND OFF“ der Filmtage Rheinland-Pfalz/Thüringen ausgezeichnet, welcher seitdem als Lehrmittel zur Aufklärung über Drogenmissbrauch in Schulen verwendet wird.
2005 schrieb er das Theaterstück "DIABOLO", welches im selben Jahr im Theater Konradhaus Koblenz Uraufführung hatte.
2014 wurde er als Schauspieler mit dem Wolfgang Arnim Nagel Preis ausgezeichnet.
Von Folge 3111 (Erstausstrahlung: 21. März 2019) bis Folge 3303 (Erstausstrahlung: 13. Januar 2020) war er in der Rolle des Tierarztes Henry Achleitner in der ARD-Telenovela Sturm der Liebe zu sehen.

## Theaterrollen
- 2002: Rage, Die Oase Montabaur
- 2003: Die Jungfrau von Orleans, Theater Koblenz
- 2005: Shakespeares sämtliche Werke leicht gekürzt, Kulturfabrik (Koblenz)
- 2006: Die Brücke von Remagen, Kleines Theater Bad Godesberg, Landesbühne Rheinland-Pfalz
- 2006: Der zerbrochne Krug, Akademietheater Montabaur
- 2007: Heiraten ist immer ein Risiko, Kleines Theater Bad Godesberg, Landesbühne Rheinland-Pfalz
- 2008: Die Brücke von Remagen, Kleines Theater Bad Godesberg, Landesbühne Rheinland-Pfalz
- 2009: Marathon, Kulturfabrik (Koblenz)
- 2010: Geliebtes Miststück, Akademietheater Montabaur
- 2010: Die Brücke von Remagen, Kleines Theater Bad Godesberg, Landesbühne Rheinland-Pfalz
- 2011: Der Gigolo und Ich, Akademietheater Montabaur
- 2011: Verliebt, Verlobt…Verliebt, Contrakreis Theater Bonn
- 2011: Die Leiden des jungen Werther, Grenzlandtheater Aachen
- 2012: Im Stillen, Grenzlandtheater Aachen
- 2012: Das tapfere Schneiderlein, Brüder Grimm Festspiele Hanau
- 2013: Achtung Deutsch, Contrakreis Theater Bonn
- 2013: Tischlein deck dich, Brüder Grimm Festspiele Hanau
- 2014: Parzival, Grenzlandtheater Aachen
- 2014: Das Käthchen von Heilbronn, Brüder Grimm Festspiele Hanau
- 2014: Es war einmal, Brüder Grimm Festspiele Hanau
- 2015: Charleys Tante, Theater am Dom
- 2015: Achtung Deutsch, Komödie im Bayerischen Hof
- 2015: Kabale und Liebe, Brüder Grimm Festspiele Hanau
- 2015: Charleys Tante, Theater an der Kö
- 2016: Rotkäppchen, Brüder Grimm Festspiele Hanau
- 2016: Was ihr wollt, Brüder Grimm Festspiele Hanau
- 2016: Ein Mann fürs Grobe, Komödie im Bayerischen Hof
- 2017: Faust 1, Brüder Grimm Festspiele Hanau
- 2017: Der Teufel mit den drei goldenen Haaren, Brüder Grimm Festspiele Hanau
- 2019: 2 Zimmer, Küche...Bombe
- 2021: Der Kredit, Kleines Theater Bad Godesberg
- 2022: Die Falle, u. a. am Theater in Neu-Isenburg
- 2024: - und das ist auch gut so!, Kammertheater Karlsruhe
- 2025: - und das ist auch gut so!, Theater im Rathaus Essen, außerdem im Theater an der Kö, Düsseldorf
- 2025: Bunbury und Hänsel und Gretel, Brüder Grimm Festspiele, Hanau

## Regie
- 2008: Gropius, Martin-Gropius-Bau Koblenz (Kurzfilm)
- 2012: WIR (Kurzfilm)
- 2015: Hänsel und Gretel, Brüder Grimm Festspiele Hanau

## Filmografie
- 1999–2001: Alarm für Cobra 11 – Die Autobahnpolizei (Fernsehserie, 2 Folgen, verschiedene Rollen)
- 2006: Das Strafgericht (als Kai Nauman)
- 2008: Gropius (Kurzfilm)
- 2011: Die drei Musketiere (Film)
- 2012: WIR (Kurzfilm)
- 2019–2020: Sturm der Liebe (Telenovela)
- 2021: Alles was zählt (Fernsehserie, 5 Folgen)
- 2023: Kreuzfahrt ins Glück – Hochzeitsreise nach Ligurien (Fernsehreihe)